# Lakkon
Lakkon (tadschikisch und russisch Лаккон) ist ein Dorf und der Hauptort des gleichnamigen Dschamoats (Gemeinde) in der tadschikischen Provinz Sughd. Die Einwohnerzahl des Dschamoats Lakkon beträgt 5514.

## Lage
Lakkon liegt auf einer Höhe von 815 m im äußersten Osten der Provinz Sughd, die den nördlichen Ausläufer des tadschikischen Territoriums bis in das Ferghanatal hinein bildet. Im Westen befinden sich der kirgisische Grenzort Kara Bak sowie die tadschikische Stadt Isfara, während im Norden die Grenze zu Usbekistan verläuft. Im Süden und Osten von Lakkon befindet sich jeweils kirgisisches Gebiet, wobei die Grenzziehung in dieser Region immer wieder Anlass für Auseinandersetzungen bietet. Die usbekische Exklave Soʻx liegt im Südosten von Lakkon, umschlossen von kirgisischem Gebiet.

## Klima
In Lakkon herrscht nach der Effektiven Klimaklassifikation ein Steppenklima vor. Die Sommer sind heiß und niederschlagsarm, ein Großteil des Jahresniederschlags geht im Frühling nieder.
|                       | Jan | Feb | Mär | Apr | Mai | Jun | Jul | Aug | Sep | Okt | Nov | Dez |   |      |
| Mittl. Tagesmax. (°C) | 4   | 4   | 11  | 17  | 23  | 27  | 30  | 29  | 25  | 17  | 10  | 4   | ⌀ | 16,8 |
| Mittl. Tagesmin. (°C) | −3  | −3  | 4   | 9   | 14  | 17  | 19  | 18  | 14  | 9   | 3   | −2  | ⌀ | 8,3  |
|                       |     |     |     |     |     |     |     |     |     |     |     |     |   |      |
| Niederschlag (mm)     | 17  | 23  | 32  | 44  | 40  | 21  | 8   | 7   | 5   | 15  | 17  | 13  | Σ | 242  |
|                       |     |     |     |     |     |     |     |     |     |     |     |     |   |      |
| Sonnenstunden (h/d)   | 7   | 7   | 9   | 11  | 12  | 12  | 12  | 12  | 11  | 7   | 7   | 7   | ⌀ | 9,5  |
|                       |     |     |     |     |     |     |     |     |     |     |     |     |   |      |
| Regentage (d)         | 8   | 10  | 14  | 15  | 13  | 10  | 4   | 4   | 4   | 6   | 7   | 6   | Σ | 101  |

| −3 |

| −3 |

| 4 |

| 9 |

| 14 |

| 17 |

| 19 |

| 18 |

| 14 |

| 9 |

| 3 |

| −2 |

| −3 |

| −3 |

| 4 |

| 9 |

| 14 |

| 17 |

| 19 |

| 18 |

| 14 |

| 9 |

| 3 |

| −2 |

| N i e d e r s c h l a g | 17  | 23  | 32  | 44  | 40  | 21  | 8   | 7   | 5   | 15  | 17  | 13  |
|                         | Jan | Feb | Mär | Apr | Mai | Jun | Jul | Aug | Sep | Okt | Nov | Dez |

## Infrastruktur
Die Lage von Lakkon umgeben von den Nachbarstaaten Kirgisistan und Usbekistan sowie die anhaltenden Konflikte um die Grenzziehung in der Region erschweren den Ausbau der Infrastruktur. Die Verbindungsstraße von Lakkon in Richtung Isfara im Westen verläuft durch kirgisisches Gebiet in der Umgebung des Dorfs Kara Bak, östlich von Lakkon führt eine Straße, die die kirgisische Stadt Batken mit dem kirgisischen Gebiet im Osten von Lakkon verbindet, auf einem kurzen Abschnitt über unbesiedeltes tadschikisches Gebiet. Insgesamt ist die Umgebung von Lakkon landwirtschaftlich geprägt, wobei zur Bewässerung nahe der gleichnamigen Stadt Wasser aus dem Fluss Isfara entnommen wird. Zudem befindet sich in dem Ort eine Psychiatrische Klinik.

## Herausforderungen
Neben dem geringen materiellen Wohlstand und der schlecht ausgebauten Infrastruktur in der Region stellen der Islamismus und die Grenzkonflikte in der Region zentrale Herausforderungen dar. Nach offiziellen Angaben der tadschikischen Regierung aus dem Herbst 2018 verließen in den vorangegangenen Jahren 1.899 tadschikische Bürger das Land, um in Syrien und dem Irak zu kämpfen, 111 von ihnen stammten aus dem Nohija Isfara, zu dem auch Lakkon gehört. Dies entspricht einem überproportional hohen Anteil und deutet auf eine ausgeprägte Problematik in der Region hin. Im Februar 2019 kündigte Außenminister Sirodschiddin Muhriddin an, tadschikische Staatsbürger aus den Kriegsgebieten im Nahen Osten in ihre Heimat zurückholen zu wollen. Unterdessen wird in der Region die Bekämpfung des islamistischen Extremismus vorangetrieben, wobei insbesondere eine Verbesserung der Bildungssituation angestrebt wird.
Zudem belasten die andauernden Grenzkonflikte an der kirgisisch-tadschikischen Grenze die Entwicklung der Region. Die Grenzziehung zwischen beiden Staaten konnte auf Grund unterschiedlicher Positionen beider Seiten bislang nicht abschließend gelöst werden. Immer wieder kommt es in der Region daher zu kleineren Zusammenstößen, so auch am 22. Mai 2019 als Einwohner des kirgisischen Orts Ravat in Begleitung einiger kirgisischer Grenzschützer auf einem Friedhof bei Lakkon tadschikisches Territorium betraten. Daraufhin wurde von tadschikischer Seite ein Warnschuss abgefeuert, ehe die Situation von Grenztruppen beider Seiten aufgelöst werden konnte. Eine verstärkte Kooperation zwischen der kirgisischen und tadschikischen Seite in der Region ist Gegenstand eines Projekts der Vereinten Nationen, das mit einer Million US-$ aus dem Peacebuilding Fund der Kommission für Friedenskonsolidierung unterstützt wird.